# Alex Williams (sciatore)
Alexander Dean Williams detto Alex o Sandy (Rochester, 25 ottobre 1963) è un ex sciatore alpino statunitense.

## Biografia
Slalomista puro, Williams fece parte della nazionale statunitense dal 1984 al 1988 e gareggiò in Coppa del Mondo nella stagione 1984-1985, ottenendo un unico piazzamento a punti: 14º nella gara disputata a Park City il 20 marzo. In Nor-Am nella stagione 1986-1987 si piazzò 2º nella classifica di specialità e ai XV Giochi olimpici invernali di Calgary 1988, sua unica presenza olimpica, non completò lo slalom speciale; non ottenne piazzamenti ai Campionati mondiali.

## Palmarès

### Coppa del Mondo
- Miglior piazzamento in classifica generale: 106º nel 1985

### Campionati statunitensi
- 1 medaglia (dati parziali):
  - 1 bronzo (slalom speciale[1][3] nel 1987)